# Rudolf von Krosigk
Rudolf von Krosigk (4 tháng 12 năm 1817 tại Neiße – 5 tháng 1 năm 1874 tại Dessau) là một sĩ quan quân đội Phổ, đã được thăng đến cấp Trung tướng. Ông từng tham chiến trong cuộc Chiến tranh Áo-Phổ vào năm 1866 và Chiến tranh Pháp-Đức vào các năm 1870 – 1871.

## Tiểu sử
Rudolf chào đời năm 1817 trong một gia đình quân sự, là người con trai thứ hai của Ludwig (Louis) von Krosigk (1781 – 1821) và người vợ của ông này là Bertha, tên khai sinh là Brederlow. Anh trai của ông là Thiếu tướng Hermann von Krosigk (1815 – 1868) về sau này. Người cha Ludwig của ông qua đời vào năm 1821 do ảnh hưởng vết thương của mình trong trận Montmirail năm 1814.
Thời trẻ, Krosigk học Trường Trung học Friedrich Wilhelm tại Berlin, và sau đó ông trở thành một long kỵ binh trong Trung đoàn Long kỵ binh Cận vệ vào ngày 14 tháng 1 năm 1836. Trong cuộc Chiến tranh Áo-Phổ năm 1866, với cương vị là một Đại tá và chi huy trưởng của Trung đoàn Khinh kỵ binh Cận vệ, ông đã tham gia trong các trận chiến tại Trautenau, Soor, Königinhof và Königgrätz. Trong trận đánh Königgrätz, Krosigk bị thương nặng do trúng một nhát kiếm và nhờ những cống hiến của mình trong cuộc chiến, ông được tặng thưởng Thập tự Tư lệnh của Huân chương Hoàng gia Hohenzollern với Thanh bảo kiếm. Sau khi chiến tranh chấm dứt, ông được bổ nhiệm làm Tư lệnh của Lữ đoàn Kỵ binh số 22 vào ngày 28 tháng 7 năm 1868.
Với cuộc tổng động viên quân đội Phổ khi cuộc Chiến tranh Pháp-Đức (1870 – 1871) bùng nổ, ông được bổ nhiệm làm Tư lệnh của Lữ đoàn Kỵ binh số 10 và không lâu sau đó, ông được phong quân hàm Thiếu tướng vào ngày 26 tháng 8 năm 1870. Trên cương vị này, ông đã tham gia trong cuộc truy kích quân Pháp sau trận Frœschwiller-Wœrth, cuộc vây hãm Marsal, các trận đánh lớn tại Sedan, Orléans, Le Mans cùng với các cuộc giao chiến tại Dannemois, Toury, Artenay, Marchenoir, Chartres, Courville, Illiers, Yevres, Bellême, Alençon và Villaines. Sau khi cuộc chiến tranh kết thúc với chiến thắng của Đức, ông trở về nước và được phong tặng Huân chương Thập tự Sắt hạng nhất và hạng nhì. Sau này, ông đã làm đến quân hàm Trung tướng.
Ông từ trần tại Dessau và được mai táng ở Poplitz. Krosigk cũng là một Hiệp sĩ Danh dự và Công lý của Huân chương Johann.
Vào ngày 8 tháng 10 năm 1857, tại Gröna, Rudolf von Krosigk kết hôn với Antoinette von Krosigk (1821 – 1866), một người bà con xa. Người con trai của họ là Günther von Krosigk sinh năm 1860 tại Treptow an der Rega. Ông từng là Đô đốc và Trạm trưởng Trạm hải quân Biển Bắc, sau về hưu vào năm 1919 và từ trần vào năm 1938 tại Brumby bei Calbe (Saale).